# Andre Dozzell
Andre Leon Dozzell (Ipswich, 2 maggio 1999) è un calciatore inglese, centrocampista del Portsmouth.

## Carriera

### Club
Cresciuto nel settore giovanile dell'Ipswich Town, ha esordito in prima squadra il 16 aprile 2016 disputando l'incontro di Championship pareggiato 1-1 contro lo Sheffield Weds, realizzando anche la rete del definitivo 1-1.
Il 15 giugno 2021 viene acquistato dal QPR.

### Nazionale
Nel 2017 ha vinto gli Europei Under-19.

## Statistiche

### Presenze e reti nei club
Statistiche aggiornate al 15 aprile 2022.
| Stagione        | Squadra         | Campionato      | Campionato | Campionato | Coppe nazionali | Coppe nazionali | Coppe nazionali | Coppe continentali | Coppe continentali | Coppe continentali | Altre coppe | Altre coppe | Altre coppe | Totale | Totale |
| Stagione        | Squadra         | Comp            | Pres       | Reti       | Comp            | Pres            | Reti            | Comp               | Pres               | Reti               | Comp        | Pres        | Reti        | Pres   | Reti   |
| --------------- | --------------- | --------------- | ---------- | ---------- | --------------- | --------------- | --------------- | ------------------ | ------------------ | ------------------ | ----------- | ----------- | ----------- | ------ | ------ |
| apr. 2016       | Ipswich Town    | FLC             | 2          | 1          | FACup+CdL       | -               | -               |                    | -                  | -                  |             | -           | -           | 2      | 1      |
| 2016-2017       | Ipswich Town    | FLC             | 6          | 0          | FACup+CdL       | 2+1             | 0               |                    | -                  | -                  |             | -           | -           | 9      | 0      |
| 2017-2018       | Ipswich Town    | FLC             | 1          | 0          | FACup+CdL       | 0               | 0               |                    | -                  | -                  |             | -           | -           | 1      | 0      |
| 2018-2019       | Ipswich Town    | FLC             | 19         | 1          | FACup+CdL       | 1+0             | 0               |                    | -                  | -                  |             | -           | -           | 20     | 1      |
| 2019-2020       | Ipswich Town    | FL1             | 10         | 0          | FACup+CdL       | 3+1             | 1+0             |                    | -                  | -                  | FLT         | 1           | 0           | 15     | 1      |
| 2020-2021       | Ipswich Town    | FL1             | 43         | 0          | FACup+CdL       | 0+2             | 0               |                    | -                  | -                  | FLT         | 1           | 0           | 46     | 0      |
| 2021-2022       | QPR             | FLC             | 23         | 0          | FACup+CdL       | 2+4             | 0               |                    | -                  | -                  |             | -           | -           | 29     | 0      |
| Totale carriera | Totale carriera | Totale carriera | 104        | 2          |                 | 16              | 1               |                    | -                  | -                  |             | 2           | 0           | 122    | 3      |